# Beres Hammond
Hugh Beresford Hammond (Annotto Bay, Saint Mary; 28 de agosto de 1955), más conocido como Beres Hammond, es un cantante de reggae jamaicano famoso en particular por su romántico lovers rock y su conmovedora voz. Mientras que su carrera comenzó en la década de 1970, alcanzó su mayor éxito en la década de 1990.

## Biografía
Nacido el noveno de diez hijos; Hammond creció escuchando la colección de su padre de soul y jazz, incluyendo a Sam Cooke y Otis Redding. Además, fue influenciado por la música nativa ska y rocksteady, y por Alton Ellis en particular.
Hammond comenzó a participar en concursos de talento locales entre 1972 y 1973, lo que llevó a su primera grabación, con el título de Wanderer. En 1975 se unió a la banda Zap Pow como cantante, dando lugar a la exitosa canción en 1978 "The System", bajo el sello Acuario Records. Sin embargo, al mismo tiempo buscó una carrera como solista, lanzando su álbum debut Soul Reggae en 1976. Sus baladas en solitario “One Step Ahead” (1976) y “I'm in Love” (1978), esta última producida por Joe Gibbs, fueron dos éxitos en Jamaica. Dejó Zap Pow en 1979 para continuar su carrera en solitario, y pronto grabó dos álbumes más, Let's Make A Song, en 1980, y Red Light, en 1981.
Hammond formó su propio sello discográfico, Harmony Records, en 1985 para el lanzamiento de su álbum Make a Song, que tenía dos grandes éxitos jamaicanos que fueron influenciados por el emergente estilo dancehall: “Groovy Little Thing” y “What One Dance Can Do”. Con este último tema, producido por Willie Lindo, Hammond comenzó a irrumpir en el mercado internacional. Marcó otro éxito en 1986 con “Settling Down” en su versión homónima. Abandonó Jamaica, en donde era ya famoso, para residir en Nueva York en 1987, tras un intento de robo en su casa, grabando el álbum Have a Nice Weekend y el único dúo, “How Can We Ease the Pain”, con Maxi Priest.
Hammond regresó brevemente a Jamaica para grabar Putting Up Resistance, que fue significativamente más difícil que sus baladas típicas, producido por Tappa Zukie, y que generó los éxitos “Putting Up Resistance” y “Strange”. Firmó con Penthouse Records en 1990 y regresó a Jamaica permanentemente para grabar el éxito de dancehall “Tempted to Touch”, con el productor Donovan Germain. Esta es quizás su canción más conocida en los Estados Unidos y el Reino Unido, y sentó las bases para los éxitos “Is This a Sign” y “Respect to You Baby” del álbum Love Affair, de 1992. También en 1992, Beres lanzó el sencillo “Fire”. La canción recibió elogios de la crítica dentro de la industria de la música reggae. Ahora atrayendo el interés de los grandes estudios como Elektra Records, Hammond grabó cinco álbumes más en la década de 1990, así como varias compilaciones, estableciéndose como uno de los mejores artistas del lovers rock. Su primer álbum del nuevo milenio fue Music Is Life, de 2001, el cual contó con la participación de Wyclef Jean y las contribuciones de Earl "Chinna" Smith y Flourgon. El álbum tuvo varios éxitos, incluyendo “They Gonna Talk”, “Rockaway” y “Ain't It Good To Know”. La versión de 2004 Love Has No Boundaries tuvo participaciones de Buju Banton y Big Youth.

## Discografía

### Álbumes de estudio
- Soul Reggae (1976), Water Lily
- Just a Man (1979), VP[5]
- Let's Make a Song (1981), Brotherhood Music Inc.
- Red Light (1983), Heavybeat - recorded 1983
- Beres Hammond (1985), Charm
- Have A Nice Weekend (1988), Charm
- A Love Affair (1992), Jet Star
- Full Attention (1993), VP[6]
- Sweetness (1993),VP[7]
- In Control (1994), Warner Bros.
- Expression (1995), Heartbeat - Beres Hammond & Derrick Lara
- Putting Up Resistance (1996), VP[8]
- Lifetime Guarantee (1997), Greensleeves[9]
- Love from a Distance (1997), VP[10]
- A Day in the Life (1998), VP[11]
- Music Is Life (2001), VP[12]
- Love Has No Boundaries (2004), VP[13]
- A Moment in Time (2008), VP - con DVD[14]
- One Love, One Life (2012), VP[15]
- Never Ending (2018), VP[16]

### Compilaciones
- Jet Star Reggae Max (1996), Jet Star
- Beres Hammond: Collectors Series (1998), Penthouse
- Beres Hammond and Friends (2001), Ejaness
- Soul Reggae and More, Heavybeat
- Can't Stop a Man: The Best of Beres Hammond (2003), VP[17]
- Something Old Something New (2009), Penthouse

### DVD
- Beres Hammond: Music is Life – Live From New York (2002), VP[18]